# 윤재욱
윤재욱(尹在旭, 1910년 8월 25일 안성 ~ 1996년 6월 2일)은 대한민국의 정치인이다. 피어슨고등성경학교를 졸업하였으며, 초대, 제3대 국회의원을 역임하였다.

## 생애
윤재욱은 1910년 8월 25일  경기도 안성군에서 태어났다. YMCA학원, 피어선성경학교를 졸업하였으며 치과의사 시험에 합격하여 치과의사로 활동했다.
광복 이후 대동청년단에 들어가 1948년 제헌 국회의원 선거에서 서울자유특별시 영등포구에 출마하여 당선되었다. 그는 국회에서 외무국방위원회 소속으로 활동하며 제헌 헌법 질의에 참가하고 반민족행위처벌법 기초위원에 선임되었다.
한편 대동청년단을 탈당하고 민주국민당에 입당했으나 다시 탈당했다. 1950년 대한국민당 소속으로 제2대 국회의원 선거에서 서울자유특별시 영등포구 갑에 출마하였으나 낙선되었다.
1951년경 자유당에 입당했다.

## 역대 선거 결과
|  | 28.18% |

|  | 30.34% |

|  | 35.80% |

|  | 25.46% |

|  | 13.24% |

|  | 14.69% |

## 참고 자료
- 《대한민국 의정총람》, 국회의원총람발간위원회, 1994년
- 윤재욱 - 대한민국헌정회